# Marcin Czajkowski (żeglarz)
Marcin Czajkowski (ur. 9 stycznia 1982 w Gdyni) – polski żeglarz, olimpijczyk z Aten 2004 i Pekinu 2008.

Reprezentuje klub Yacht Klub Polski Gdynia. Karierę sportową rozpoczynał od klasy Optymist w której w latach 1995 - 1997 zdobywał mistrzostwo Polski. W roku 2000 wraz z Krzysztofem Kierkowskim zdobył srebrny medal mistrzostw świata juniorów w klasie 470.

Od roku 2002 startuje w klasie 49er i zdobywa wraz z Krzysztofem Kierkowskim srebrny medal mistrzostw Polski. W latach 2003–2004 zostają mistrzami Polski w klasie 49er.

Na igrzyskach olimpijskich w 2004 roku zajął 18. miejsce, a na igrzyskach olimpijskich w Pekinie (2008) uplasował się na 16. miejscu.